# Vireó del Chocó
El vireó del Chocó (Vireo masteri) és un ocell de la família dels vireònids (Vireonidae).

## Hàbitat i distribució
Habita boscos a les terres altes de Colòmbia.